# Kongres Azerbajdžanaca Svijeta
Kongres Azerbajdžanaca Svijeta (azerbajdžanski: Dünya Azərbaycanlılarının Qurultayı) događaj je na visokoj razini za daljnje jačanje veza s Azerbajdžancima koji žive u inozemstvu, za osiguranje jedinstva i solidarnosti među Azerbajdžancima svijeta, kao i za jačanje i koordinaciju aktivnosti azerbajdžanskih zajednica i udruga.

## Povijest
Prva inicijativa za sazivanje Kongresa Azerbajdžanaca svijeta dogodila se 1992. Prema Dekretu predsjednika Azerbajdžanske Republike od 24. prosinca 1992. odlučeno je sazvati Kongres Azerbajdžanaca svijeta u Bakuu. Ukazom predsjednika Azerbajdžanske Republike Abulfaza Elchibeya osnovan je Organizacijski odbor za Kongres Azerbajdžanaca svijeta. Usprkos tome, kongres se nije održao.
2001. u Bakuu, glavnom gradu Azerbajdžana, održan je Prvi kongres Azerbajdžanaca svijeta. Ovaj kongres bio je značajan korak u integraciji Azerbajdžana koji žive u inozemstvu oko zajedničkog cilja, ideologije "azerbajdžanstva". Kongresu nisu prisustvovali samo etnički Azerbajdžani, već i delegati mnogih drugih etničkih skupina višenacionalnog Azerbajdžana, koji predstavljaju najaktivniji dio azerbajdžanske dijaspore. Na kongresu su određeni članovi Koordinacijskog vijeća svjetskih Azerbajdžana, a Heydar Alijev je izabran za predsjednika Vijeća.
Drugi kongres Azerbajdžanaca svijeta održan je 16. ožujka 2006. Predsjednik Azerbajdžanske Republike Ilham Aliyev na ovom je kongresu izabran za predsjednika Koordinacijskog vijeća svjetskih Azerbajdžana.
Treći kongres Azerbajdžanaca svijeta održan je 5. srpnja 2011. u gradu Bakuu. Prisustvovalo je 1.272 predstavnika. Među sudionicima Trećeg kongresa Azerbajdžanaca svijeta bili su i Židovi, Rusi, Ukrajinci, Bugari, mešketski Turci, te predstavnici drugih naroda koji su živjeli u Azerbajdžanu i otišli na stalni boravak u strane zemlje. Predsjednik Azerbajdžana Ilham Alijev ponovno je izabran za predsjednika Koordinacijskog vijeća svjetskih Azerbajdžana.
Dana 3. lipnja 2016. godine u Baku centru Heydar Aliyev održana je službena ceremonija otvaranja Četvrtog kongresa Azerbajdžanaca svijeta. Delegati kongresa ponovno su jednoglasno izabrali predsjednika Ilhama Alijeva za predsjednika Koordinacijskog vijeća svjetskih Azerbajdžana. Koordinacijsko vijeće odobrilo je na kongresu 109 članova.